# مروین فینلی
مروین فینلی (انگلیسی: Mervyn Finlay; ۱۷ ژوئن ۱۹۲۵ – ۲ ژوئیهٔ ۲۰۱۴) قایقران روئینگ، و قاضی اهل استرالیا بود.